# Miroslav Dvořák (Eishockeyspieler)
Miroslav „Kuki“ Dvořák (* 11. September 1951 in Hluboká nad Vltavou, Tschechoslowakei; † 11. Juni 2008 in České Budějovice, Tschechien) war ein tschechoslowakischer Eishockeyspieler, der über viele Jahre für den HC České Budějovice und die tschechoslowakische Nationalmannschaft als Verteidiger spielte. Während seiner Zeit in Nordamerika absolvierte er 211 Spiele für die Philadelphia Flyers in der National Hockey League.

## Karriere
Miroslav Dvořák begann seine Laufbahn 1965 im Nachwuchsteam von Motor České Budějovice. Ab 1970 spielte er für die Herrenmannschaft des Vereins, bevor er während seiner Militärzeit zwischen 1972 und 1974 für den Armeeklub Dukla Jihlava spielte. 1974 gewann er mit Dukla die tschechoslowakische Meisterschaft. Nach Beendigung seiner Dienstzeit kehrte er zu Motor České Budějovice zurück und blieb dem Verein bis 1982 treu. In 13 Spielzeiten in der höchsten Spielklasse der Tschechoslowakei erzielte er insgesamt 79 Tore.
Beim NHL Entry Draft 1982 wurde er von den Philadelphia Flyers in der dritten Runde ausgewählt und bekam die Erlaubnis, im nicht-kommunistischen Ausland zu spielen. In drei Spielzeiten für die Flyers schoss er elf Tore und gab 76 Vorlagen. 1985 erreichte er mit den Flyers das Finale um den Stanley Cup, das jedoch gegen die Edmonton Oilers verloren wurde. Nach diesem Erfolg unterschrieb er einen Vertrag beim EC Kassel, für den er zwei Spielzeiten in der 2. Bundesliga absolvierte. Durch den wirtschaftlichen Konkurs Kassels folgte eine weitere Saison beim EHC Essen-West, bevor er seine Karriere nach der Saison 1988/89 beim HC České Budějovice beendete.
Neben seiner Karriere auf Vereinsebene hatte Miroslav Dvořák auch große Erfolge bei internationalen Titelkämpfen. Mit der tschechoslowakischen Herrenauswahl gewann er eine Medaille bei Olympischen Winterspielen und acht Medaillen bei Weltmeisterschaften. 1970 nahm er an der U20-Europameisterschaft teil und wurde zum besten Verteidiger des Turniers gekürt.
Seine erste Berufung in das Herren-Nationalteam erhielt er für die Eishockey-Weltmeisterschaft 1974 (Gewinn der Silbermedaille) und nahm ab diesem Zeitpunkt jährlich an der Weltmeisterschaft teil. Zwei Jahre später wurde er in den Kader für die Olympischen Winterspiele 1976 berufen und gewann die Silbermedaille. Sowohl 1976 als auch 1977 wurde er mit der ČSSR-Auswahl Weltmeister. 1980 folgte eine weitere Olympiateilnahme sowie 1976 und 1981 Teilnahmen an den Turnieren um den Canada Cup.
Im Nationaltrikot erzielte er in 228 Länderspielen 15 Tore für die Tschechoslowakei.
Am 11. Juni 2008 verstarb Dvořák im Alter von 56 Jahren an den Folgen einer langjährigen Krebserkrankung in České Budějovice.

## Erfolge und Auszeichnungen
- Silbermedaille bei der U19-Junioren-Europameisterschaft 1970
- Bester Verteidiger der U19-Junioren-Europameisterschaft 1970
- Gewinn der Tschechoslowakischen Meisterschaft 1974
- Goldmedaille bei den Weltmeisterschaften 1976 und 1977
- Silbermedaille bei den Olympischen Winterspielen 1976
- Silbermedaille bei den Weltmeisterschaften 1974, 1975, 1978, 1979, 1982 und 1983
- Bester Verteidiger der Saison 1980/81
- Bester Verteidiger der Saison 1981/82